# Rio Jacaré (vattendrag i Brasilien, Santa Catarina)
Rio Jacaré (portugisiska: Rio Jacarèzinho) är ett vattendrag i Brasilien.   Det ligger i delstaten Santa Catarina, i den södra delen av landet, 800 km söder om huvudstaden Brasília.
Omgivningarna runt Rio Jacaré är en mosaik av jordbruksmark och naturlig växtlighet. Runt Rio Jacaré är det glesbefolkat, med 18 invånare per kvadratkilometer.